# Liste der Baudenkmale in Goslar - Piepmäkerstraße
In der Liste der Baudenkmale in Goslar - Piepmäkerstraße sind alle Baudenkmale in der Piepmäkerstraße der niedersächsischen Gemeinde Goslar aufgelistet. Die Quelle der Baudenkmale ist der Denkmalatlas Niedersachsen. Der Stand der Liste ist der 15. Oktober 2022.

## Allgemein
In den Spalten befinden sich folgende Informationen:
- Lage: die Adresse des Baudenkmales und die geographischen Koordinaten. Kartenansicht, um Koordinaten zu setzen. In der Kartenansicht sind Baudenkmale ohne Koordinaten mit einem roten Marker dargestellt und können in der Karte gesetzt werden. Baudenkmale ohne Bild sind mit einem blauen Marker gekennzeichnet, Baudenkmale mit Bild mit einem grünen Marker.
- Bezeichnung: Bezeichnung des Baudenkmales
- Beschreibung: die Beschreibung des Baudenkmales. Unter § 3 Abs. 2 NDSchG werden Einzeldenkmale und unter § 3 Abs. 3 NDSchG Gruppen baulicher Anlagen und deren Bestandteile ausgewiesen.
- ID: die Objekt-ID des Baudenkmales
- Bild: ein Bild des Baudenkmales, ggf. zusätzlich mit einem Link zu weiteren Fotos des Baudenkmals im Medienarchiv Wikimedia Commons. Wenn man auf das Kamerasymbol klickt, können Fotos zu Baudenkmalen aus dieser Liste hochgeladen werden:

Zurück zur Hauptliste
| Lage                                            | Bezeichnung          | Beschreibung | ID       | Bild |
| ----------------------------------------------- | -------------------- | --- | -------- | ---- |
| Piepmäkerstraße 51° 54′ 29″ N, 10° 25′ 50″ O    | Straßenraum          | | 36592635 |      |
| Piepmäkerstraße 1 51° 54′ 28″ N, 10° 25′ 51″ O  | Wohnhaus             | Dreigeschossiger Massivbau mit Satteldach mit Ziegeldeckung, südlicher Teil eines Doppelwohnhauses. Fassade mit Schiefer verkleidet, giebelständiger Seitenrisalit, Mittelteil der Straßenfront mit Balkonen. | 36539227 |      |
| Piepmäkerstraße 2 51° 54′ 28″ N, 10° 25′ 51″ O  | Wohnhaus             | Dreigeschossiger Massivbau mit Satteldach mit Ziegeldeckung, nördlicher Teil eines Doppelwohnhauses. Fassade mit Schiefer verkleidet, giebelständiger Seitenrisalit, Mittelteil der Straßenfront mit Balkonen. | 36533922 |      |
| Piepmäkerstraße 2a 51° 54′ 29″ N, 10° 25′ 51″ O | Wohnhaus             | Zweigeschossiger Massivbau mit Satteldach in Ziegeldeckung und mittigem Zwerchhaus, traufständig mit seitlichem Bauwich. Fassade verputzt, Zwerchhausgiebel und Giebelseite mit Schiefer verkleidet. | 36562208 |      |
| Piepmäkerstraße 3 51° 54′ 29″ N, 10° 25′ 51″ O  | Wohnhaus             | Zweigeschossiger Fachwerkbau mit Krüppelwalmdach in Ziegeldeckung, traufständig. Fassade mit Schiefer verkleidet, OG leicht vorkragend, Giebelseite mit Riemchentapete behängt. | 36539255 |      |
| Piepmäkerstraße 4 51° 54′ 30″ N, 10° 25′ 51″ O  | Wohnhaus             | Dreigeschossiger Massivbau mit Satteldach in Ziegeldeckung und Seitenrisalit mit Zwerchhaus, traufständig. Fassade verputzt, EG mit Rustika-Gliederung und Eckbossen, OGs mit Fensterfascien; Giebelseite und Hoffassade mit Schiefer verkleidet. | 36539284 |      |
| Piepmäkerstraße 4 51° 54′ 30″ N, 10° 25′ 52″ O  | Wohnhaus             | Zweigeschossiges Gebäude mit Satteldach in Ziegeldeckung,. Fassade im EG verputzt, OG mit Schiefer verkleidet. | 40330861 |      |
| Piepmäkerstraße 4 51° 54′ 30″ N, 10° 25′ 52″ O  | Nebengebäude         | Zweigeschossiger Fachwerkbau mit Pultdach. Fassade fachwerksichtig, Gefache mit Backsteinmauerwerk ausgefacht, Gefache zur Hofseite verputzt. | 40330843 |      |
| Piepmäkerstraße 5 51° 54′ 30″ N, 10° 25′ 51″ O  | Wohnhaus             | Zweigeschossiger Fachwerkbau mit Satteldach in Ziegeldeckung, traufständig. Fassade mit Schiefer verkleidet, OG leicht vorkragend. | 36539312 |      |
| Piepmäkerstraße 5 51° 54′ 30″ N, 10° 25′ 51″ O  | Nebengebäude         | | 36577167 | BW   |
| Piepmäkerstraße 6 51° 54′ 30″ N, 10° 25′ 51″ O  | Wohnhaus             | Zweigeschossiger Fachwerkbau mit Satteldach in Ziegeldeckung, traufständig. Fassade im EG fachwerksichtig, OG mit Schiefer verkleidet. | 36539341 |      |
| Piepmäkerstraße 7 51° 54′ 31″ N, 10° 25′ 51″ O  | Wohnhaus             | Zweigeschossiger Fachwerkbau mit Satteldach in Ziegeldeckung, traufständig. Fassade im EG fachwerksichtig, OG mit Schiefer verkleidet. | 36539370 |      |
| Piepmäkerstraße 7 51° 54′ 31″ N, 10° 25′ 51″ O  | Hinterhaus           | Zweigeschossiges Gebäude mit Satteldach in Ziegeldeckung. Fassade mit Riemchentapete verkleidet, Giebelseite mit Holz verschalt. | 36586428 | BW   |
| Piepmäkerstraße 8 51° 54′ 31″ N, 10° 25′ 50″ O  | Wohnhaus             | Zweigeschossiger Massivbau mit Satteldach in Ziegeldeckung, traufständiges Eckhaus; dreigeschossiger Bauteil an der Gebäudeecke. Fassade verputzt, Fensteröffnungen im EG mit Segmentbögen, im OG mit Rundbögen. | 36539399 |      |
| Piepmäkerstraße 8 51° 54′ 31″ N, 10° 25′ 51″ O  | Werkstatt            | Zweigeschossiger Massivbau mit Satteldach in Ziegeldeckung, traufständig; L-förmiger Grundriss mit hofrandbegleitendem Gebäudeflügel. Fassade mit Rauputz, an der Westseite Tordurchfahrt, im OG paarweise gekoppelte Rundbogenfenster. | 36565651 |      |
| Piepmäkerstraße 9 51° 54′ 31″ N, 10° 25′ 50″ O  | Wohn-/ Geschäftshaus | Zweigeschossiger Fachwerkbau mit Sattel- und Walmdach in Ziegeldeckung, winkelförmiges Eckhaus, giebelständig zur Bäckerstraße, traufständig zur Piepmäkerstraße. Fassade fachwerksichtig, EG mit Laden in der Gebäudeecke und Schaufensterverglasung. | 36606320 |      |
| Piepmäkerstraße 10 51° 54′ 31″ N, 10° 25′ 50″ O | Wohnhaus             | Zweigeschossiger Fachwerkbau mit Satteldach in Ziegeldeckung, traufständig. Fassade fachwerksichtig, OG leicht vorkragend. | 36539427 |      |
| Piepmäkerstraße 11 51° 54′ 30″ N, 10° 25′ 50″ O | Wohnhaus             | Zweigeschossiger Fachwerkbau mit Satteldach in Ziegeldeckung, traufständig. Fassade fachwerksichtig, OG leicht vorkragend. | 36539455 |      |
| Piepmäkerstraße 12 51° 54′ 30″ N, 10° 25′ 50″ O | Wohnhaus             | Zweigeschossiger Fachwerkbau mit Satteldach in Ziegeldeckung, traufständig. Fassade fachwerksichtig, mit schmalen Zwischengefachen, OG leicht vorkragend. | 36539483 |      |
| Piepmäkerstraße 13 51° 54′ 30″ N, 10° 25′ 50″ O | Wohnhaus             | Zweigeschossiger Fachwerkbau mit Satteldach in Ziegeldeckung, traufständig. Fassade fachwerksichtig, OG leicht vorkragend; Hofseite mit Holz verschalt. | 36539511 |      |
| Piepmäkerstraße 13 51° 54′ 30″ N, 10° 25′ 49″ O | Schuppen             | Eingeschossiger Schuppen mit Pultdach in Ziegeldeckung, angebaut an das Vorderhaus. Fassade mit Holz verschalt. | 36557344 | BW   |
| Piepmäkerstraße 18 51° 54′ 28″ N, 10° 25′ 50″ O | Lagerhaus            | Errichtet 1946–47 nach Entwürfen von Daniel Heister für die Firma R. Stukenberg; 1969 und 1972 im Erd- und Dachgeschoss ausgebaut zu Wohnungen. Eingeschossiges Gebäude mit Satteldach in Ziegeldeckung, traufständig; U-förmiger Grundriss mit winkelförmigem Hinterhaus und Innenhof. Fassade zur Piepmäkerstraße in Bruchsteinmauerwerk, Südgiebel und Hoffassaden mit Holz verschalt. | 36539539 |      |